# 中铁华铁工程设计集团
中铁华铁工程设计集团有限公司，簡稱中铁华铁，注册地位于北京，隶属于中国铁路工程集团的上市公司中国中铁。业务性质为勘察、设计、监理咨询。2017年，公司总资产9.18亿元，净资产4.21亿元，净利润0.72亿元。
中铁华铁於2016年成立，由华铁工程咨询公司与中铁工程设计院合并而成。

## 外部連結
- 官方网站